# Новосамарка
Новосамарка (укр. Новосамарка) — село, относится к Окнянскому району Одесской области Украины.
Население по переписи 2001 года составляло 1005 человек. Почтовый индекс — 67942. Телефонный код — 4861. Занимает площадь 2,09 км². Код КОАТУУ — 5123183001.

## Местный совет
67942, Одесская обл., Окнянский р-н, с. Новосамарка